# 2-я армия (Япония)
2-я армия (яп. 第2軍 Дай-ни гун) — воинское подразделение японской Императорской армии четырёх различных формирований.
Впервые сформирована во время японо-китайской войны (1894—1895). С 27 сентября 1894 года по 14 мая 1895 года в составе 1-й, 2-й, 6-й пехотных дивизий и 12-й смешанной бригады находилась под командованием генерала Ояма.
Второе формирование состоялось после начала русско-японской войны. С 6 марта 1904 года по 2 января 1906 года армия под руководством генерала Оку принимала участие в большинстве сражений войны, в том числе в боях у Цзиньчжоу, Вафангоу, Дашицяо, в сражении на реке Шахе, при Ляояне, Сандепу, в Мукденском сражение.
Третье формирование произошло 23 августа 1937 года в связи с очередной японо-китайской войной. Входила в состав Северо-Китайского фронта. Участвовала в битве за Пекин-Тяньцзинь, Тяньцзинь-Пукоуской операции, битве за Сюйчжоу и битве за Тайэрчжуан. До поражения при Тайэрчжуане командовал генерал Нисио, затем принц Нарухико. Расформирована 15 декабря 1938 года .
Четвёртый и последний раз 2-я армия была сформирована 4 июля 1942 года. Назначена в состав 1-го фронта в Маньчжоу-го. 30 октября 1943 года передана 2-му фронту. На заключительной стадии войны, 30 июня 1945 года, переведена в Южную группу армий, на Сулавеси.

## Боевой состав армии

### 1-я дивизия(Токио)
- 1-я пехотная бригада
  - 1-й пехотный полк
  - 15-й пехотный полк
- 2-я пехотная бригада
  - 2-й пехотный полк
  - 3-й пехотный полк
- 1-й кавалерийский полк
- 1-й полк полевой артиллерии
- 1-й инженерный полк
- 1-й транспортный полк

### 4-я дивизия(Осака)
- 7-я пехотная бригада
  - 8-й пехотный полк
  - 70-й пехотный полк
- 32-я пехотная бригада
  - 37-й пехотный полк
  - 61-й пехотный полк
- 4-й кавалерийский полк
- 4-й полк полевой артиллерии
- 4-й инженерный полк
- 4-й транспортный полк